# Грунтовый могильник
Грунтовый могильник (бескурганное захоронение) — погребение, располагающееся ниже уровня поверхности почвы — в грунтовых ямах без какой-либо насыпи над ними.
Грунтовые могильники — один из самых распространённых и известных типов археологических памятников. Чаще всего могильники располагаются на возвышенных, неподтопляемых речных террасах, могут находиться на особо выделяющихся местах — урочищах. Такие захоронения трудно обнаружить, так как большинство из них не имеют никаких внешних признаков. Вероятнее всего, во время сооружения они могли быть как-то незначительно обозначены дерновыми или деревянными ограждениями, земляными возвышениями. Но за длительный период археологизации от них не осталось практически никаких следов. Грунтовые могильники открывают часто случайно при проведении каких-либо земляных работ. Подобные могильники не содержат сложных сооружений и представляют собой простые грунтовые ямы или ямы, выложенные изнутри камнем или деревом, с костными останками погребённых; в некоторых случаях это захоронения остатков сожжения умерших в керамических горшках (урнах) или без них. Ямы с укреплёнными стенками обычно перекрыты сверху деревянными плахами или большой каменной плитой. Иногда у дна ямы устраивалось углубление — катакомба (погребальная галерея) или подбой, куда укладывали усопшего. Встречаются могильники и с различными наземными сооружениями. Это ограждения из врытых в землю каменных плит или просто из кучек камней, круглые и прямоугольные каменные площадки, разные фигурные выкладки из камней и т. д. Могильники появились ещё во времена неолита. Древние могильники устраивались обычно вблизи мест одновременных им поселений. Со временем грунтовые могильники постепенно перешли в кладбища современного типа.